# مرتب‌سازی کوکتلی
مرتب‌سازی کوکتلی (به انگلیسی: Cocktail sort)، که با نام مرتب‌سازی حبابی دوسویه، مرتب‌سازی تکان‌دهندهٔ کوکتلی، مرتب‌سازی تکان‌دهنده (که به نوعی از مرتب‌سازی انتخابی هم اشاره می‌کند)، مرتب‌سازی موج‌دار، مرتب‌سازی بی قرار، یا مرتب‌سازی رفت و برگشت هم شناخته می‌شود، یک نوع الگوریتم مرتب‌سازی حبابی است که الگوریتم مرتب‌سازی پایدار است و همچنین به صورت مقایسه‌ای عمل مرتب‌سازی را انجام می‌دهد. این الگوریتم با الگوریتم مرتب‌سازی حبابی (bubble sort) که مرتب‌سازی در هر جهت لیست را مرتب می‌کند. پیاده‌سازی این الگوریتم مرتب‌سازی مشکل‌تر از الگوریتم مرتب‌سازی حبابی است.

## شبه کد
پیاده‌سازی ساده‌ترین نوع مرتب‌سازی حبابی دوسویه بدین گونه است:
```
procedure
 
bidirectionalbubbleSort
(
 
A
 
:
 
list
 
of
 
sortable
 
items
 
)
 
defined
 
as
:

  
do

    
swapped
 
:
=
 
false

    
for
 
each
 
i
 
in
 
0
 
to
 
length
(
 
A
 
)
 
-
 
2
 
do
:

      
if
 
A
[
 
i
 
]>
 
A
[
 
i
 
+
 
1
 
]
 
then
 
// test whether the two elements are in the wrong order

        
swap
(
 
A
[
 
i
 
]
,
 
A
[
 
i
 
+
 
1
 
]
 
)
 
// let the two elements change places

        
swapped
 
:
=
 
true

      
end
 
if

    
end
 
for

    
if
 
swapped
 
=
 
false
 
then

      
// we can exit the outer loop here if no swaps occurred.

      
break
 
do
-
while
 
loop

    
end
 
if

    
swapped
 
:
=
 
false

    
for
 
each
 
i
 
in
 
length
(
 
A
 
)
 
-
 
2
 
to
 
0
 
do
:

      
if
 
A
[
 
i
 
]>
 
A
[
 
i
 
+
 
1
 
]
 
then

        
swap
(
 
A
[
 
i
 
]
,
 
A
[
 
i
 
+
 
1
 
]
 
)

        
swapped
 
:
=
 
true

      
end
 
if

    
end
 
for

  
while
 
swapped
 
// if no elements have been swapped, then the list is sorted

end
 
procedure

```

دراولین عبور از روی لیست به سمت راست بزرگترین عضو لیست به مکان صحیح خود منتقل می‌شود و در عبور بعدی 
از روی لیست به سمت چپ کوچکترین عنصر به جای اصلی خود در آغاز می‌رود. دومین عبور تکمیل‌کننده از روی لیست
دومین عنصر بزرگ و دومین عنصر کوچک را به جای خود می‌برد و به همین ترتیب. بعد از گذشت i عبور از روی 
لیست i امین عنصر اول و i امین عنصر درون لیست در جای صحیح خود قرار دارند و نیازی به چک کردن ندارند.
با کوچک کردن قسمتی از لیست که در قسمت مرتب می‌شود تعداد دستورها برای انجام الگوریتم نصف می‌شود.
```
procedure
 
bidirectionalbubbleSort
 
(
 
A
 
:
 
list
 
of
 
sortable
 
items
 
)
 
defined
 
as
:

  
// `begin` and `end` marks the first and last index to check

  
begin
 
:
=
 
-
1

  
end
 
:
=
 
length
(
 
A
 
)
 
-
 
2

  
do

    
swapped
 
:
=
 
false

    
// increases `begin` because the elements before `begin` are in correct order

    
begin
 
:
=
 
begin
 
+
 
1

    
for
 
each
 
i
 
in
 
begin
 
to
 
end
 
do
:

      
if
 
A
[
 
i
 
]>
 
A
[
 
i
 
+
 
1
 
]
 
then

        
swap
(
 
A
[
 
i
 
]
,
 
A
[
 
i
 
+
 
1
 
]
 
)

        
swapped
 
:
=
 
true

      
end
 
if

    
end
 
for

    
if
 
swapped
 
=
 
false
 
then

      
break
 
do
-
while
 
loop

    
end
 
if

    
swapped
 
:
=
 
false

    
// decreases `end` because the elements after `end` are in correct order

    
end
 
:
=
 
end
 
-
 
1

    
for
 
each
 
i
 
in
 
end
 
to
 
begin
 
do
:

      
if
 
A
[
 
i
 
]>
 
A
[
 
i
 
+
 
1
 
]
 
then

        
swap
(
 
A
[
 
i
 
]
,
 
A
[
 
i
 
+
 
1
 
]
 
)

        
swapped
 
:
=
 
true

      
end
 
if

    
end
 
for

  
while
 
swapped

end
 
procedure

```

تفاوت‌های مرتب‌سازی حبابی دوسویه با مرتب‌سازی حبابی:
تفاوت این دو در این است که به جای اینکه در هر مرحله از ته تا سر لیست را برویم، به‌طور به‌طور تناوبی
از ته به سر و بعد از سر به ته لیست حرکت می‌کنیم. این الگوریتم کمی بهتر از مرتب‌سازی حبابی استاندارد
عمل می‌کند. دلیل این هم این است که الگوریتم مرتب‌سازی حبابی فقط در طول لیست در یک جهت حرکت می‌کند
بنابراین فقط می‌تواند عناصر در یک خانه در هر تکرار به جای اصلی خود نزدیک کند. 
به عنوان شاهد برای این قسمت می‌توان لیست زیر را در نظر گرفت 
(1 و 5 و 4 و 3 و 2) که با استفاده از الگوریتم مرتب‌سازی حبابی دوسویه یک مرحله اجرا دارد ولی انجام همین
کار با استفاده از الگوریتم مرتب‌سازی حبابی ۴ مرحله به طول می‌انجامد. نوعا زمان اجرای الگوریتم
مرتب‌سازی حبابی نسبت به الگوریتم مربت سازی حبابی دوسویه کمتر از دو برابر است. یک بهینه‌سازی دیگر
می‌توان انجام داد این است که می‌توان انجام داد این است که الگوریتم به نوعی مکان تقریبی آخرین
جابه جایی انجام شده را به یاد سپارد؛ و در تکرار بعد دیگر خارج از این بازه انجام نمی‌شود و
الگوریتم مسیر کوتاه تری دارد. از آنجا که مرتب‌سازی حبابی دوسویه در هر دو طرف حرکت می‌کند.
محدودهٔ جابه جایی ممکن که برای جابه جایی نیاز است که شرط جابه جایی چک شود، در هر مرحله گذر
کاهش می‌یابد که نتیجه کاهش یافتن کل زمان اجرای الگوریتم است.

## تحلیل پیچیدگی الگوریتم
مرتبهٔ پیچیدگی مرتب‌سازی حبابی دو سویه از (O(n2است؛ و این مرتبه پیچیدگی هم برای بدترین حالت
و هم برای حالت میانگین است، ولی در بهترین حالت زمانی که لیست ورودی از قبل مرتب است مرتبه پیچیدگی
از (O(n خواهد بود. به عنوان مثال اگر هر عنصر در حالت اولیه در نسبت به جای صحیح خود k خانه فاصله
داشته باشد مرتبه پیچیدگی الگوریتم (O(k * n.

## به‌زبانجاوا
```
class
 
BidirBubbleSortAlgorithm
 
extends
 
SortAlgorithm
 
{

    
void
 
sort
(
int
 
a
[]
)
 
throws
 
Exception
 
{

	
int
 
j
;

	
int
 
limit
 
=
 
a
.
length
;

	
int
 
st
 
=
 
-
1
;

	
while
 
(
st
 
<
limit
)
 
{

	 
boolean
 
flipped
 
=
 
false
;

	 
st
++
;

	 
limit
--
;

	 
for
 
(
j
 
=
 
st
;
 
j
 
<
limit
;
 
j
++
)
 
{

		
if
 
(
stopRequested
)
 
{

		 
return
;

		
}

		
if
 
(
a
[
j
]>
 
a
[
j
 
+
 
1
]
)
 
{

		 
int
 
T
 
=
 
a
[
j
]
;

		 
a
[
j
]
 
=
 
a
[
j
 
+
 
1
]
;

		 
a
[
j
 
+
 
1
]
 
=
 
T
;

		 
flipped
 
=
 
true
;

		 
pause
(
st
,
 
limit
);

		
}

	 
}

	 
if
 
(
!
flipped
)
 
{

		
return
;

	 
}

	 
for
 
(
j
 
=
 
limit
;
 
--
j
>=
 
st
;)
 
{

		
if
 
(
stopRequested
)
 
{

		 
return
;

		
}

		
if
 
(
a
[
j
]>
 
a
[
j
 
+
 
1
]
)
 
{

		 
int
 
T
 
=
 
a
[
j
]
;

		 
a
[
j
]
 
=
 
a
[
j
 
+
 
1
]
;

		 
a
[
j
 
+
 
1
]
 
=
 
T
;

		 
flipped
 
=
 
true
;

		 
pause
(
st
,
 
limit
);

		
}

	 
}

	 
if
 
(
!
flipped
)
 
{

		
return
;

	 
}

	
}

	
pause
(
st
,
 
limit
);

    
}

}

```